# 王智才
王智才（1956年10月—2022年4月25日），男，汉族，陕西长安人，中华人民共和国政治人物。曾任中华人民共和国农业部畜牧业司司长（全国饲料工作办公室主任），农业部总畜牧师。